# حارة الدوح الشرقية (المنصورة)
حارة الدوح الشرقية هي إحدى حارات حي الثورة الواقع بمديرية المنصورة التابعة لمحافظة عدن، بلغ تعداد سكانها 6340 نسمة حسب تعداد اليمن لعام 2004.